# Лімож (футбольний клуб)
«Лімож» (фр. Limoges Football) — французький футбольний клуб з однойменного міста, заснований в 1947 році. Домашні матчі проводить на «Стад Сен-Лазар».
В кінці 50-х років 20-го століття «Лімож» грав у вищому французькому дивізіоні. Всього в елітному дивізіоні «Ангулем» провів 3 сезони, останнім з яких став сезон 1960/61. Найкращий результат клубу в чемпіонатах Франції — 10 місце в сезоні 1959/60. У 1980-ті роки клуб втратив професіональний статус і з того часу виступає в нижчих регіональних аматорських лігах.

## Історія
Клуб був заснований 31 травня 1947 року в результаті об'єднання Спортивного союзу Лімож (фр. Union Sportive Athlétique de Limoges) і «Ред Стар Лімож» (фр. Red Star Athlétique de Limoges) і став виступати в нижчих дивізіонах країни. 
У 1957 році клуб отримав професіональний статус і став виступати в другому дивізіоні, а вже наступного сезону команда вперше вийшла до вищого французького дивізіону, де виступала наступні три сезони до 1961 року, після чого вилетіла з вищого дивізіону. 
В подальшому команда виступала в другому і третьому дивізіоні країни, поки в червні 1987 року через борг, що перевищував п'ять мільйонів франків., «Лімож» втратив свій професіональний статус і в подальшому став виступати виключно в нижчих аматорських лігах спочатку під назвою Limoges Foot 87, а з 2003 року під сучасною назвою Limoges Football Club. У січні 2020 клуб ще раз оголосив банкрутство, був виключений з першої регіональної ліги та стартував у сезоні 2020/21 під назвою Limoges Football у першій окружній лізі Верхньої В'єнни (9-й рівень).